# Arroyo Seco, Tuzantla
Arroyo Seco är en ort i Mexiko.   Den ligger i kommunen Tuzantla och delstaten Michoacán de Ocampo, i den södra delen av landet, 150 km väster om huvudstaden Mexico City. Arroyo Seco ligger 595 meter över havet och antalet invånare är 755.
Terrängen runt Arroyo Seco är kuperad åt nordost, men åt sydväst är den platt. Runt Arroyo Seco är det glesbefolkat, med 20 invånare per kvadratkilometer. Närmaste större samhälle är Tuzantla, 1,8 km öster om Arroyo Seco. I omgivningarna runt Arroyo Seco växer huvudsakligen savannskog.